# Avenue du Chant d'Oiseau
L'avenue du Chant d'Oiseau (en néerlandais : Vogelzanglaan) est une rue bruxelloise de la commune d'Auderghem et Woluwe-Saint-Pierre qui relie la rue Valduc (église Saint-Julien) au parvis des Franciscains (église Notre-Dame de Grâces du Chant d'Oiseau) sur une longueur de 210 mètres. La numérotation des habitations va de 1 à 193 pour le côté impair et de 2 à 164 pour le côté pair.

## Historique et description
Dans l'Atlas des Communications Vicinales de 1843, on découvre un sentier portant le no 45 et décrit comme Vogelenzangweg. Il commence à l'ancien Duyvelskeulstraet (actuellement rue Valduc) pour se terminer à Woluwe-Saint-Pierre.
Bien que le chemin porte le nom du domaine qu'il traverse sur les deux communes contiguës, à Auderghem il fut dessiné comme rue et à Woluwe comme avenue. C'est pourquoi, en octobre 1953, Auderghem décida d'adapter ses plaques de rues à celles de Woluwe. Depuis lors, cette voie publique est qualifiée d'avenue dans les deux communes.
- Premier permis de bâtir délivré le 10 juillet 1926 pour le no 160.

### Origine du nom
L'avenue traverse, en droite ligne, un domaine que l'on a appelé pendant des siècles Den vogelen sanc (Chant d'Oiseaux) ; il est mentionné de la sorte sur la carte de Van Werden de 1659, dans l'œuvre Regiae Domus Belgicae d'Antonius Sanderus (1586-1664). Précédemment dénommée « rue de l'Atlas », elle prend sa dénomination actuelle en 1841. 

## Le quartier du Chant d'Oiseau
Le quartier est délimité en grandes lignes par :
- le parc de Woluwe à l'est ;
- le Kouter, le Valduc et l'avenue Lebon au sud ;
- la drève de Nivelles à l'ouest ;
- la rue et vallée du Bémel au nord.

La plupart des rues du quartier à Woluwe-Saint-Pierre ont reçu des noms d'oiseaux, tels :
les cormorans, les goélands, l'aigle, les albatros, les merles, les traquets, les pinsons, les loriots, les chardonnerets, les bouvreuils, les alouettes, les passereaux, les bergeronnette, les gorges bleues, les paradisiers, les mouettes, les tourterelles, les éperviers.
Aussi à Auderghem : les canaris, les linottes, les argus, les citrinelles, les martinets, les mésanges, les paons, les bécassines.

## Inventaire régional des biens remarquables

### Bâtiments
No 40 : Centre Communautaire du Chant d'Oiseau (CCCO).
No 45 : On relèvera la présence d'un énorme bâtiment, l'internat de l'athénée royal Jean Absil, dont l'école est située à Etterbeek. L'internat y est installé depuis les années 1960. À l'origine, ce bâtiment a été créé par le docteur Edmond Cordier : il s'agissait d'un institut de puériculture.
No 193 : Église Saint-Julien.

### L'église du Chant d'Oiseau
Le phare du quartier est l'église Notre-Dame de Grâces qui trône au sommet de l'Avenue de l'Atlantique. 
Les Franciscains sont arrivés dans le quartier en 1934, animant la vie sociale du quartier. 
L'église Notre-Dame des Grâces, de style néoromane, ne fut consacrée qu'après le couvent, en 1949. Dans les années septante, la nonciature (ambassade du Vatican) cherchait à déménager de son bâtiment avenue de Tervuren.  Les Franciscains lui vendirent une parcelle de terrain sur laquelle fut construite l'actuelle nonciature du Benelux.  Ce terrain était occupé par des mouvements de jeunesse (scouts et guides) dans des baraquements.  La commune de Woluwe Saint-Pierre construisit pour eux un bâtiment avenue du Chant d'Oiseau sur une parcelle de terrain de l'école paroissiale.
Elle est surtout fameuse pour son grand orgue, conçu par Jean Guillou et construit par le facteur allemand Detlef Kleuker ; le buffet est dû à Jean Marol. L'orgue comprend environ 4 000 tuyaux répartis en 45 jeux sur 4 claviers de 61 notes et un pédalier de 32 notes. La traction est entièrement mécanique pour les notes et électrique pour les tirages de jeux et les accouplements. Le combinateur électronique fut installé en 1995 par le hollandais Van den Heuvel. Il fut achevé fin 1981.

## Galerie d'images

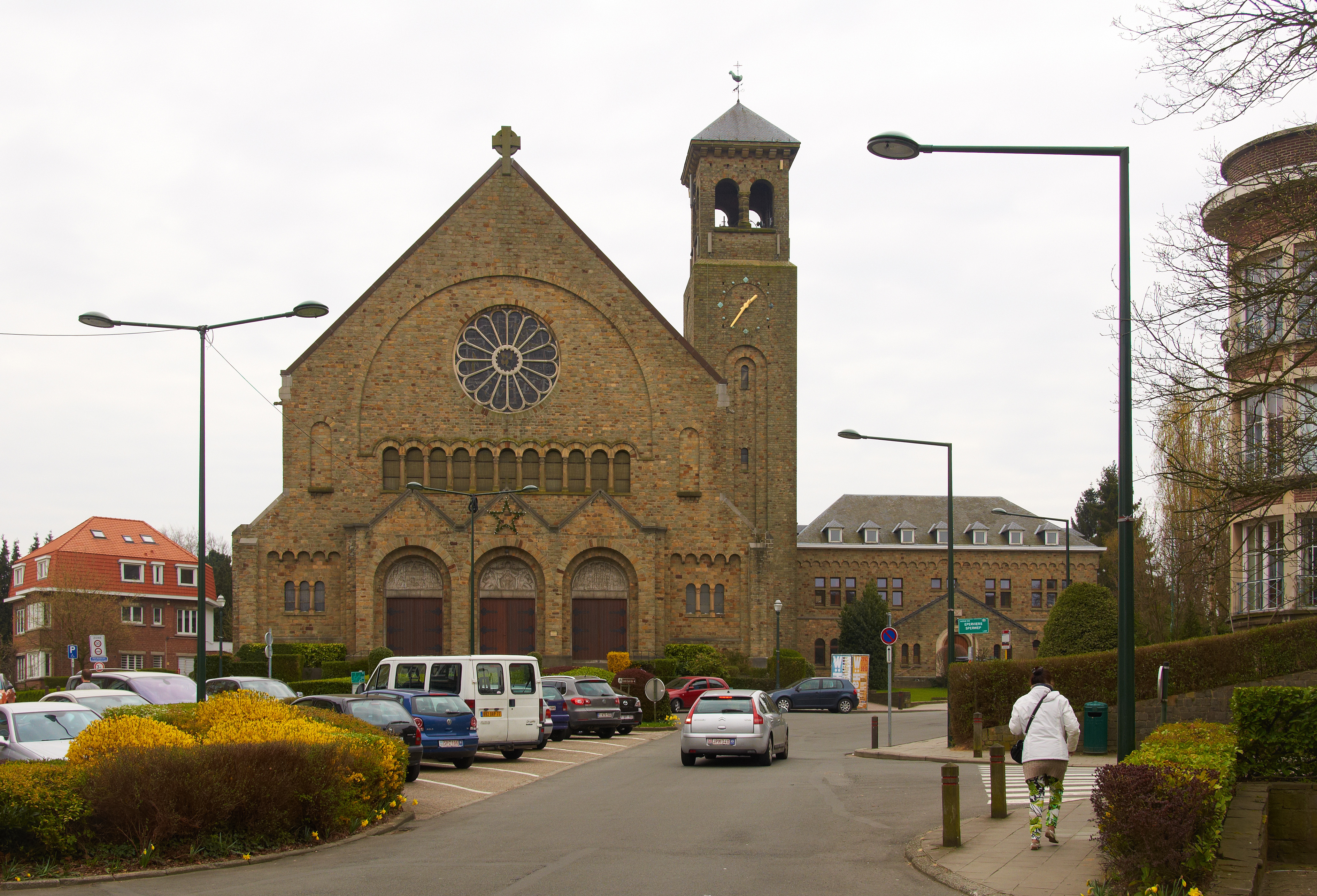
L'église Notre-Dame des Graces au Chant d'Oiseau